# Entada stuhlmannii
Entada stuhlmannii är en ärtväxtart som först beskrevs av Paul Hermann Wilhelm Taubert, och fick sitt nu gällande namn av Hermann August Theodor Harms. Entada stuhlmannii ingår i släktet Entada och familjen ärtväxter. Inga underarter finns listade i Catalogue of Life.